# Friedrich Clemens Gerke
Friedrich Clemens Gerke (Osnabrück, 22 de gener de 1801 − Hamburg, 21 de maig de 1888) fou un escriptor alemany, periodista, músic i pioner de la telegrafia a causa de la seva prossecució del desenvolupament del codi Morse. En honor seu, la torre de comunicacions de 230 m d'alçària de Cuxhaven li ret homenatge amb el nom de Friedrich-Clemens-Gerke-Turm.

## Biografia

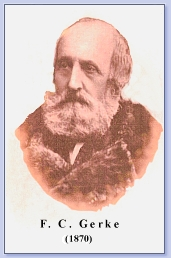
F. C. Gerke, 1870

Gerke, de naixement humil, als 16 anys anà a treballar a Hamburg; primer treballà com a criat i escrivent del científic Arnold Schuback. L'any 1818, canvià d'ocupació com a comptable del senador Brunnenman, i obté per primera vegada un sou fix. El 10 de juliol de 1820, es casà amb la jove emigrant francesa, també mancada de recursos econòmics, Sophie Marianne Ducalais. Després d'intentar independitzar-se amb un comerç de barreteria, sense èxit, al cap de poc sense recursos econòmics, decideixen emigrar. S'enrolà a l'exèrcit britànic. Des de Twielenfleth (Baixa Saxònia) i Hegoland (en aquell moment possessió britànica) viatgen al Canadà. Gerke va servir des de 1821 fins a l'any 1823 en l'exèrcit britànic en el "Riffle Battalion, 60th Regiment" com a músic. El servei militar no li agrada i aconseguí un substitut al seu lloc per a complir la resta de temps de servei que li quedava fer. Després del seu retorn l'any 1823 a Hamburg, utilitza els seus nous coneixements de la llengua per traduir llibres sobre tècnica de telegrafia. Els anys abans de la seva activitat amb telègrafs, primerament òptics i després elèctrics, treballa com a músic en locals d'entreteniment en la barriada d'Altona a Sant Pauli (en aquella època, sota administració danesa). En aquest temps és quan va començar la seva activitat com a escriptor i periodista.
Després d'alguns anys, pot acabar la seva etapa de músic i només resta actiu com a literat. A partir de l'any 1838, treballà per a J. L. Schimdt; aquesta empresa tenia el servei de la línia de telegrafia òptica Hamburg-Cuxaven. Gerke va eliminar els problemes que tenien amb aquesta comunicació. Aquesta línia de telègraf complimentava un servei d'informació de la marina sobre el riu Elba. L'any 1842, amb motiu del gran incendi d'Hamburg, va sol·licitar ajuda telegràficament als voltants d'Hamburg. Per iniciativa del senador Möring, els estatunidencs William i Charles Robinson feren la presentació del telègraf de Morse elèctric a Hamburg. El reconeixement dels avantatges de la nova tècnica va fer canviar a Gerke a l'empresa Elektro-magnetichen Telegraphen-Companie, la qual el 15 de juliol de 1848 establí un servei de comunicacions des d'Hamburg a Cuxhaven. Gerke fou inspector d'aquesta companyia, que va utilitzar per primer cop l'alfabet de Morse a Europa.

## Revisió del codi Morse
Gerke reconegué els desavantatges del codi de Morse americà, i en modificà prop de la meitat dels signes, en el seu mundialment, i encara avui utilitzat alfabet internacional telegràfic. L'essencial desavantatge del codi Morse americà consistia en la diferència de transmissió dels signes curts, i més llargs dels signes llargs. En el sistema de Gerke només hi ha signes curts i llargs. Un signe llarg és tres vegades més llarg que un de curt. La composició dels nombres està estrictament i sistemàticament configurada.
L'any 1850, es morí la seva muller Marianne; el matrimoni no va tenir cap fill. Poc de temps després, Gerke es casà amb una dona bastant jove, amb la qual tingué cinc fills.
A partir del 1868, Gerke treballava pel nou servei de telègraf fundat a Hamburg, i l'any 1869 se'n va fer càrrec de la direcció.
El 21 de maig de l'any 1888, es morí Gerke i fou sepultat al cementiri d'Ohlsdorf d'Hamburg. Als voltants de l'any 1930, els seus familiars van deixar de fer-se càrrec de la seva sepultura.
Del seu treball literari, n'ha restat alguna cosa.